# BonBon
Cet article possède des paronymes, voir Bombon (homonymie) et Bonbon.
Pour la chanson de Pitbull, voir Bon, Bon.
Singles de Era Istrefi
Shumë pis
(2015) Redrum
(2017)
BonBon est une chanson de la chanteuse Era Istrefi.

## Clip
Istrefi commence à chanter dans un fond de neiges en avançant.

## Classements et certifications

### Classement hebdomadaire
| Classement (2016)                           | Meilleure position |
| ------------------------------------------- | ------------------ |
| Allemagne (Media Control AG)                | 12                 |
| Australie (ARIA)                            | 46                 |
| Autriche (Ö3 Austria Top 40)                | 19                 |
| Belgique (Flandre Ultratop 50 Singles)      | 26                 |
| Belgique (Wallonie Ultratop 50 Singles)     | 39                 |
| Canada (Hot 100)                            | 95                 |
| Danemark (Tracklisten)                      | 38                 |
| États-Unis (Dance/Electronic Digital Songs) | 16                 |
| États-Unis (Hot Dance/Electronic Songs)     | 13                 |
| France (SNEP)                               | 29                 |
| Israël (Media Forest)                       | 5                  |
| Italie (FIMI)                               | 79                 |
| Pays-Bas (Single Top 100)                   | 62                 |
| Tchéquie (IFPI Rádio)                       | 91                 |
| Royaume-Uni (UK Singles Chart)              | 197                |
| Slovaquie (IFPI Rádio)                      | 45                 |
| Suède (Sverigetopplistan)                   | 2                  |
| Suisse (Schweizer Hitparade)                | 39                 |

### Classement de l'année 2016
| Classement (2016)            | Meilleure position |
| ---------------------------- | ------------------ |
| Allemagne (Media Control AG) | 57                 |
| Autriche (Ö3 Austria Top 40) | 70                 |
| Suisse (Schweizer Hitparade) | 95                 |

### Certification
| Pays             | Organisme | Certification |
| ---------------- | --------- | ------------- |
| Allemagne (BVMI) | Or        | 200 000       |
| Italie (FIMI)    | Or        | 25 000        |
| Pays-Bas (NVPI)  | Or        | 15 000        |

## Historique de sortie
| Pays  | Date             | Format                 |
| ----- | ---------------- | ---------------------- |
| Monde | 30 décembre 2015 | Téléchargement digital |

## Récompenses et nominations
| Année | Cérémonie        | Catégorie                    | Résultat   |
| ----- | ---------------- | ---------------------------- | ---------- |
| 2016  | Top Music Awards | Chanson de l'année           | Lauréat    |
| 2016  | Kult Awards      | Meilleure chanson de l'année | Nomination |